# アブー・ハフス・ウマル・バッルーティー

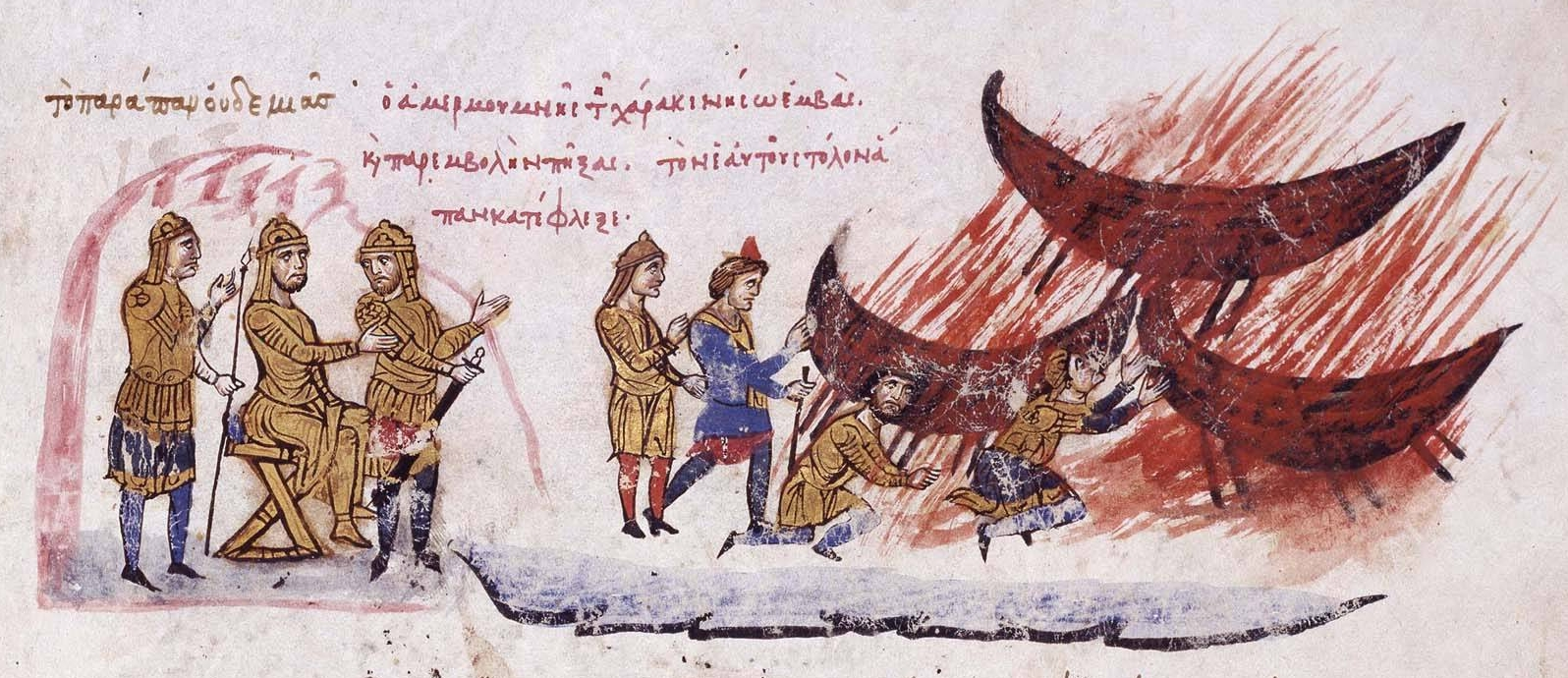
クレタ島に着岸後、乗ってきた船を燃やすことを命じるアブー・ハフス。『スキュリチェス年代記』のマドリード写本より。

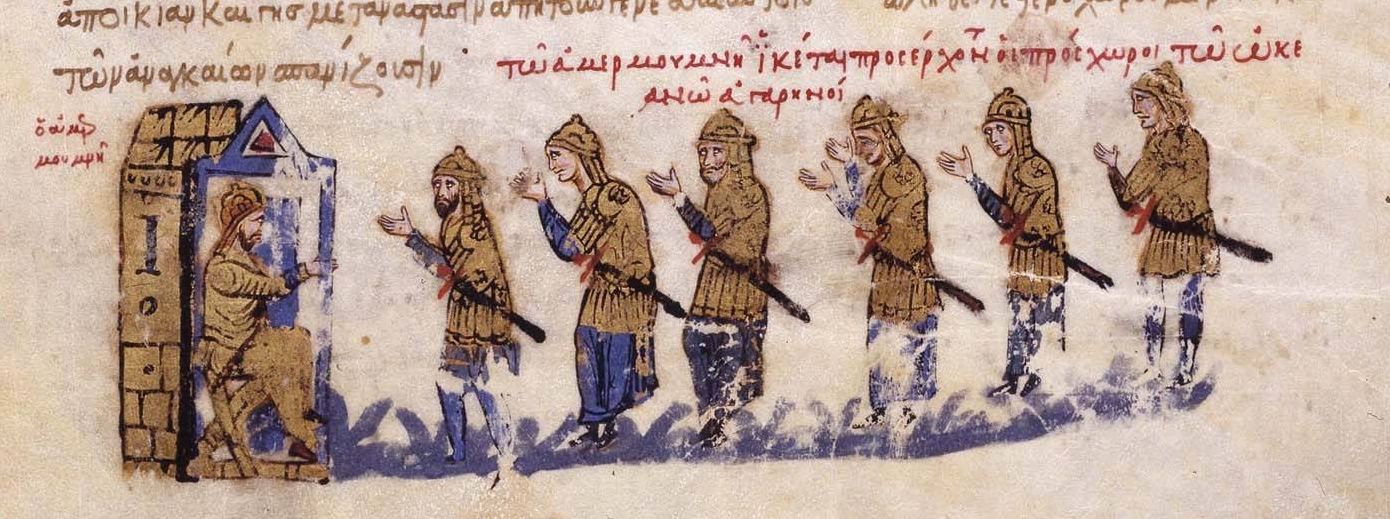
アブー・ハフスとアンダルス人たち。『スキュリチェス年代記』のマドリード写本より。

アブー・ハフス・ウマル・バッルーティー（アラビア語: أبو حفص عمر البلوطي, ラテン文字転写: Abū Ḥafṣ ʿUmar b. Shuʿayb al-Ballūṭī; ? - 846年頃没）は9世紀のイベリア半島に生まれ、クレタ島に小さな王国を建設した海賊。

## 生涯
アブー・ハフスは9世紀中ごろ、クレタ島に独立した政権を樹立した集団の首領である。ギリシア語の文献ではクンヤが転訛したアポハフィス（Ἀπόχαψις, Apohapsis）の名前で言及される。当該政権は、支配者側がイスラーム教スンナ派を信じていたのでいわゆるイスラーム教国になる。
アブー・ハフスのナサブは、イブン・ハフス・ブン・シュアイブ・ブン・イーサー（Ibn Ḥafṣ b. Šuayb b. ‘Īsā）という。活躍した場所クレタに基づく、イクリーティシー（al-Iqrītišī）のニスバでも呼ばれる。また、バッルーティー（al-Ballūṭī）のニスバは、出身地とされるファフスル・バッルート（Faḥṣ al-Ballūṭ, コルドバから北へ3日間旅したところにある場所の地名）に由来する。
818年にアンダルスのコルドバで、後ウマイヤ朝アミール・ハカム・ブン・ヒシャーム（ハカム1世）に対する反乱が試みられた。ハカム1世は、反乱を企てたと彼がみなしたムラディ（イスラーム教に改宗したイベリア半島人）貴族を弾圧し、追放した。追放者らの一部はモロッコのフェズへ移住したが、東地中海方面へ向かったグループもいた。アブー・ハフスは、このグループを率いたアミール（指揮官や将軍の意味だが、ここでは正規軍の指揮官ではないので「首領」と記載する。）であった。
アンダルス人たちは、ビザンツ帝国領の島、クレタに向かった。クレタ島に到着すると、メッサラ湾のハラクス岬から上陸して北上し、現在のイラクリオンに近くに根拠地を定めた。アブー・ハフスとその仲間たちは数年の間にクレタ島からビザンツ帝国の支配者を追い出し、また、奪還しにやってきた海軍を何度も追い返し、自立的な王国を建設した。アブー･ハフスはクレタ上陸後に乗ってきた船を燃やし、不退転の決意で征服を敢行したというストーリーが、11世紀後半の年代記作者スキュリチェスなどの語りで一般的によく知られている。
ビザンツ帝国側のギリシア語史料によると、アブー・ハフスらのクレタ島上陸と征服の始期は、スラヴ人トマスの反乱（821年-823年）の直後である。ビザンツ皇帝ミカエル2世は、アブー・ハフスらのクレタ島上陸の一報を知ると、まずフォテイノスとダミアノスをクレタに派遣して奪還を命じた。
アブー・ハフスの没年は不詳だが、846年頃とする説や855年頃とする説がある。クレタ島のアミール位は、息子のシュアイブ・ブン・ウマルが継いだ。
アラビア語史料によると、826年頃にエジプトのアレクサンドリアが海賊に占領され、イブン・ターヒルが町を包囲して海賊を撃退したという事件が起きている。15世紀の歴史学者マクリーズィーは、この海賊をアブー・ハフス率いるアンダルス人の流民と結びつけて考え、アブー・ハフスらが、アンダルスを追放されたのちにアレクサンドリアを占拠し、イブン・ターヒルの活躍によりアレクサンドリアを追い払われたのちに、クレタ島に向かったとした。マクリーズィーの説はビザンツ側のギリシア語史料の記述と矛盾する。